# Churuquita Chiquita
Churuquita Chiquita est une localité située dans la province de Coclé, au Panama, dans la partie centrale du pays, à 100 km au sud-ouest de la ville de Panama, capitale du pays. Churuquita Chiquita se trouve à 166 mètres d'altitude et compte 1 142 habitants selon le recensement de 2010,.